# Hygrochroa nina
Hygrochroa nina är en fjärilsart som beskrevs av Stoll 1780. Hygrochroa nina ingår i släktet Hygrochroa och familjen silkesspinnare. Inga underarter finns listade i Catalogue of Life.

## Bildgalleri

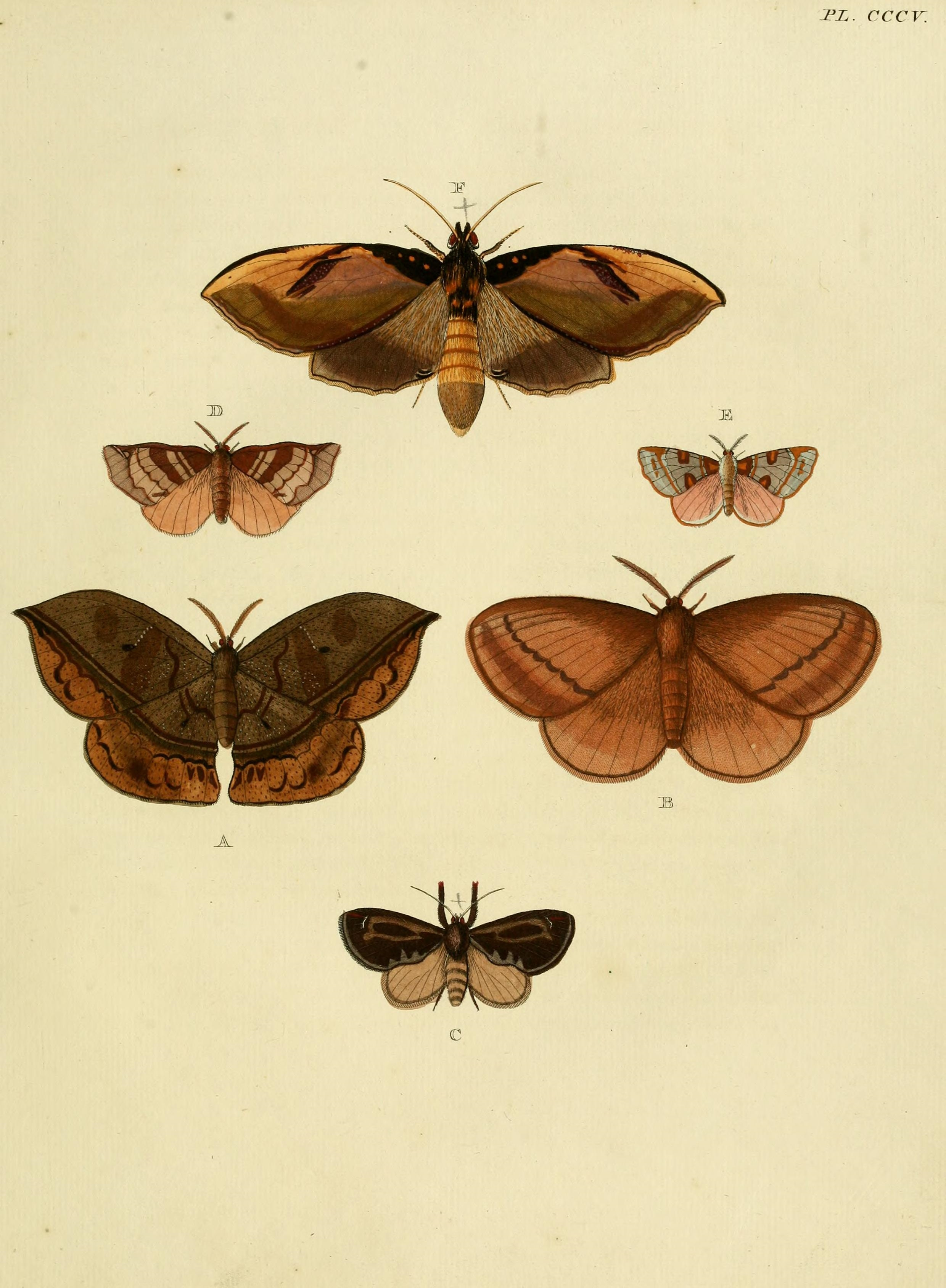